# Ананьїна Валентина Георгіївна
Валентина Георгіївна Ананьїна (нар. 18 травня 1933, Москва, РРФСР, СРСР) — радянська і російська акторка театру і кіно.

## Біографія
Валентина Ананьїна народилася 18 травня 1933 року в Москві. Її батько був інженером-лісівником, а мати — домогосподаркою. У Валентини є старша сестра і двоє зведених братів. Під час німецько-радянської війни Ананьїна перебувала з родиною в евакуації в Нижньому Тагілі, а вітчим був на фронті.
У 1957 році закінчила ВДІК (майстерня Юлія Райзмана). У 1957—1990 рр. — акторка Театру-студії кіноактора. Ананьїна пропрацювала в Театрі кіноактора 43 роки. Найпомітніша театральна роль — Коробочка з «Мертвих душ».
У кіно Валентина Ананьїна дебютувала в 1955 році у фільмах «Вольниця» та «Солдат Іван Бровкін». Головним чином, у кіно грає в епізодах, а не в головних ролях. Продовжує зніматися в тому числі у 2010-х роках, в літньому віці.
Була одружена з кінооператором Телепресторгреклами Анатолієм Андрійовичем Барановим протягом 20 років, чоловік помер у 1979 році.

## Фільмографія
- 1955 — Урок життя — Нюра, домробітниця
- 1955 — Вольниця — Любка, різальниця
- 1955 — Солдат Іван Бровкін — сільська дівчина (немає в титрах)
- 1957 — Комуніст —  Фрося
- 1957 — Дівчина без адреси  —  секретарка в конторі (немає в титрах)
- 1957 — Летять журавлі —  Люба, співробітниця Бориса
- 1957 — Випадок на шахті вісім —  вихователька дитячого саду (немає в титрах)
- 1958 — Справа «строкатих» —  робітниця (немає в титрах)
- 1958 — Киянка —  Світлана
- 1958 — Життя пройшло повз —  наречена ув'язненого
- 1959 — Сувора жінка —  Марійка
- 1959 — Люди на мосту —  сусідка Олени по бараку (немає в титрах)
- 1959 — Балада про солдата —  сільська жінка (немає в титрах)
- 1959 — Все починається з дороги —  епізод
- 1959 — Аннушка —  членкиня бригади, дарують з бригадою крісло-ліжко (немає в титрах)
- 1960 — Будинок з мезоніном —  Даша
- 1960 — Спадкоємці —  Світлана
- 1960 — Ровесник століття —  листоноша
- 1961 — В дорозі (короткометражний) —  пасажирка
- 1961 — На початку століття —  Васьона Баскакова
- 1961 — Дев'ять днів одного року —  вчена-фізикиня (немає в титрах)
- 1961 — Іван Рибаков —  епізод
- 1961 — Кар'єра Діми Горіна —  членкиня бригади «Берізки»
- 1961 — Наш спільний друг —  ланкова (немає в титрах)
- 1962 — Павлуха —  кранівниця (немає в титрах)
- 1962 — Суд —  жінка на судовому засіданні (немає в титрах)
- 1962 — Звільнення на берег —  Нюра, домробітниця Каті
- 1962 — Без страху і докору —  няня з коляскою (немає в титрах)
- 1962 — Хитра механіка —  Наташа
- 1963 — Повернення Вероніки —  Тоська
- 1963 — Це сталося в міліції —  епізод (немає в титрах)
- 1963 — Людина, яка сумнівається —  мати Вовочки
- 1963 — Кольорові сни (короткометражка) —  Дімкіна мама
- 1963 — Секретар обкому —  колгоспниця (немає в титрах)
- 1963 — Фитиль — 120 % № 9 —  новоселка (немає в титрах)
- 1963 — Я крокую по Москві —  продавчиня морозива
- 1964 — Фитиль — Де ж справедливість? № 23 —  мама Васі
- 1964 — Невигадана історія —  сусідка Варі по гуртожитку (немає в титрах)
- 1965 — Фитиль — Годувальник —  продавчиня (немає в титрах)
- 1965 — Повз вікон йдуть поїзди —  вчителька
- 1965 — Часе, вперед! —  членкиня бригади
- 1965 — Діти Дон Кіхота — мама
- 1965 — Тридцять три —  гостя у Любашкіних
- 1965 — Чорний бізнес —  понята, (немає в титрах)
- 1965 — Заблукалий  —  подруга Пелагеї
- 1966 — Місячні ночі —  дружина лісника Ярчука
- 1966 — Королівська регата —  вболівальниця, супутниця Олексія Івановича
- 1966 — Казка про царя Салтана —  мамка, (немає в титрах)
- 1966 — Тато, склади! (Короткометражка) —  продавчиня
- 1966 — Сіра хвороба —  медсестра
- 1966 — Серце друга —  Наташа Соколова
- 1966 — Подорож —  продавчиня в зоомагазині
- 1966 — Невловимі месники —  селянка, (немає в титрах)
- 1966 — Дикий мед —  військова регулювальниця
- 1966 — Вірність матері —  жінка, яка повинна була провести огляд, (немає в титрах)
- 1967 — Зареченські наречені (короткометражка) —  Клаша
- 1967 — Шлях до «Сатурна» — епізод
- 1967 — Будинок та господар — Настя
- 1968 — Люди, як річки (короткометражка) — Галина, поштарка
- 1968 — Наші знайомі — Катя
- 1968 — Щит і меч — медсестра
- 1968 — Перехідний вік —  Оксана Євдокимівна, мама Колі
- 1969 — Золото —  Варя колгоспниця-партизанка
- 1969 — Вальс —  робітниця заводу
- 1969 — П'ятий день осінньої виставки (короткометражка) — Онися
- 1969 — Варвара-краса, довга коса —  рибалка, дружина рибалки Єлисея, мати Андрія
- 1970 — Білоруський вокзал —  Катя, домробітниця Матвєєвих
- 1970 — Інтеграл —  невістка
- 1970 — Переступи поріг —  бухгалтерка на пошті
- 1970 — Соняшники (Італія, Франція, СРСР) — сусідка Маші, (немає в титрах)
- 1970 — Зелені ланцюжки —  Алексєєва, мати Мишка
- 1970 — Потяг у завтрашній день —  контужена
- 1970 — У Москві проїздом… —  газировщиця
- 1971 — Тіні зникають опівдні —  Миронівна
- 1971 — Кінець Любавіних —  епізод
- 1971 — Всього три тижні —  Черняєва
- 1971 — Факір на годину —  Василівна, покоївка в готелі
- 1972 — Петро Рябінкін —  мати Васька
- 1972 — Станційний доглядач —  дружина Пивовара
- 1972 — Мічений атом —  епізод
- 1973 — Велика перерва —  епізод
- 1973 — Аніскін і Фантомас —  касирка Попова
- 1973 — Двоє в дорозі —  медсестра з дитячої поліклініки
- 1973 — Справи сердечні —  дорожня робітниця
- 1973 — Калина червона —  гостя Байкалова, (немає в титрах)
- 1973 — Біля цих вікон —  клієнтка ательє, (немає в титрах)
- 1974 — Романс про закоханих —  родичка
- 1974 — Старі стіни —  Анна Микитівна
- 1974 — Велике протистояння —  мати Сіми
- 1974 — Вважайте мене дорослим
- 1974 — Останнє літо дитинства —  мати Витька Бурова
- 1974 — Небо зі мною —  гостя
- 1974 — Кольорові сни — Дімкіна мама
- 1974 — Такі високі гори —  дружина Загубенного
- 1974 — Ходіння по муках —  господиня з пасками (серія «Рощин»)
- 1974 — Північна рапсодія —  продавчиня квітів  (в титрах не вказано)
- 1975 — Городяни —  працівниця таксопарку
- 1975 — Це ми не проходили —  вчителька англійської мови
- 1975 — Селянський син —  мати Федька, дружина кулака Поклонова
- 1975 — Від зорі до зорі —  однополчанка Рожнова
- 1975 — Остання жертва —  купчиха
- 1975 — Ярослав Домбровський —  епізод
- 1976 — Безбатченківщина —  Людмила, доярка
- 1976 — Тут мій причал —  касирка
- 1976 — Моя справа —  Алла Юріївна, секретарка Друянова
- 1976 — Спростування —  колгоспниця
- 1976 — Пам'ять землі —  Зеленська
- 1976 — Злочин —  секретарка в міліції
- 1976 — Пригоди Нукі —  домогосподарка, (немає в титрах)
- 1976 — Неповнолітні —  Лушка
- 1977 — Портрет з дощем —  учасниця наради
- 1977 — Ти іноді згадуй — медсестра
- 1977 — Хомут для Маркіза — учителька
- 1978 — Сибіріада — селянка
- 1978 — Слідство ведуть ЗнаТоКі. До третього пострілу — Мухіна, мама Мишка
- 1978 — Живіть в радості — Ганна Іванівна, бригадирка пекарів
- 1978 — Недопесок Наполеон III — учителька фізкультури
- 1978 — Останній шанс —  мати Єршова
- 1978 — Торішня кадриль —  Парасковія
- 1978 — Сіль землі —  Валентина, дружина Платона
- 1978 — Я хочу вас бачити —  Лушка
- 1979 — Дощ у чужому місті —  Ганна Петрівна
- 1979 — Круте поле —  Глафіра
- 1979 — Прийміть телеграму в борг —  базарна перекупка помідорами
- 1980 — Дим Вітчизни —  Матвіївна
- 1980 — Політ з космонавтом —  Зіна, продавчиня
- 1980 — Світло у вікні —  Ірина Петрівна, тренерка з плавання
- 1981 — Мужність —  мати Сергія Голіцина
- 1981 — Дочка командира —  Валя Біда
- 1981 — Карнавал —  перехожа на вокзалі
- 1981 — Фронт в тилу ворога —  Валя
- 1982 — Все могло бути інакше —  листоноша Віра
- 1982 — Побачення —  епізод
- 1982 — Інспектор Лосєв —  співробітниця трикотажної фабрики
- 1982 — Семеро солдатиків —  тітка Фрося
- 1983 — Водій автобуса —  дружина ветерана
- 1983 — Гори, гори ясно … —  Фаїна
- 1983 — Клітка для канарок —  залізничниця
- 1983 — Людина на полустанку —  диспетчерка
- 1984 — Маленька ласка —  співробітниця Держдовідки
- 1985 — Береги в тумані (СРСР, Болгарія) —  Акулінічева, меньшовичка ' '
- 1985 — Грядущому століттю —  вчителька
- 1985 — Законний шлюб —  медсестра Клавдія Іванівна
- 1985 — Поживемо — побачимо —  вчителька, мама Олексія
- 1986 — Зіна-Зінуля —  вахтерка в гуртожитку
- 1986 — Міф —  епізод
- 1986 — Час синів —  Алевтина Володимирівна, мати Валі і Миколи
- 1986 — Перший хлопець —  доярка, (немає в титрах)
- 1987 — Спритники —  диспетчерка, змінниця Василини
- 1988 — Шляхетний розбійник Володимир Дубровський —  Єгорівна, нянька
- 1988 — Заборонена зона —  Каланчева, (немає в титрах)
- 1987 — Під знаком Червоного Хреста —  Тетяна Федорівна Глушкова
- 1988 — Цивільний позов — сусідка загиблого Альоші, (в титрах В. Ананіна)
- 1988 — Передай далі...
- 1989 — Це було біля моря
- 1989 — З життя Федора Кузькіна —  Настя Рябуха
- 1989 — Крейзі
- 1989 — Під куполом цирку —  провідниця
- 1989 — Під сходами —  Апросінья Степанівна
- 1990 — Адвокат (Вбивство на Монастирських ставках) —  епізод
- 1991 — Дитинство Тьоми —  няня Проня
- 1991 — Маестро з ниточкою —  дружина
- 1992 — Дим (Росія, ФРН) —  няня
- 1992 — Дюба-Дюба —  власниця кубла
- 1997 — Злодій —  українка, мати ув'язненого
- 2000 — Ізгой (США) —  господиня кафе, одержувачка посилки в Росії
- 2003 — Марш Турецького 2-3 —  комендант / чергова Антоніна Дмитрівна
- 2002 — Слідство ведуть ЗнаТоКі. Десять років по тому —  Баушкіна
- 2003 — Повернення Мухтара —  літня жінка
- 2004 — Вузький міст —  епізод
- 2004 — Дрібнота —  стара
- 2004 — Повний вперед! —  селянка в магазині
- 2004 — Жіноча логіка 3 —  домробітниця Анна Тихонівна
- 2004 — Віола Тараканова. У світі злочинних пристрастей — Зінаїда Львівна, тітка Петра
- 2004 — Час жорстоких — сусідка Кондрашова, (в титрах не вказано)
- 2005 — Не забувай — Парасковія Гавриченко
- 2005 — Лола і Маркіз — епізод
- 2005 — Даша Васильєва. Любителька приватного розшуку-4 — сусідка Каюрових
- 2005 — Горинич і Вікторія — Ксенія Павлівна Ломакова
- 2006 — Дев'ять місяців — Клавдія Степанівна, прибиральниця пологового будинку
- 2006 — Остання сповідь —  баба Маруся
- 2006 — Мій генерал —  епізод
- 2006 — Російський засіб —  епізод
- 2006 — Сьоме небо —  Катерина Іванівна
- 2006 — Флешка —  стара в селі Мошкін
- 2007 — Експерти —  баба Тоня (серія «Сонячна сторона»)
- 2007 — Бухта зниклих дайверів —  тітка Маша
- 2007 — Сніговий ангел —  Семенівна
- 2007 — Доярка з Хацапетівки —  Ніна Микитівна, домробітниця
- 2008 — І все-таки я люблю... —  вахтерка
- 2008 — Ми дивно зустрілися —  бабуся Надії
- 2008 — Звіробій —  баба Даша
- 2008 — Батюшка
- 2008 — Вторгнення —  Марія Павлівна, бабуся Дениса
- 2008 — Наречена на замовлення —  Валентина Михайлівна Голіцина, бабуся Максима
- 2008 — Захист —  мати Морозова
- 2009 — Бумеранг з минулого —  баба Зоя, домробітниця Савельєва
- 2009 — Виходжу тебе шукати —  мати Антонова
- 2009 — Місто спокус —  Ніна Іванівна, актриса
- 2009 — Одного разу буде кохання —  тітка Маша
- 2009 — У Росії йде сніг —  мешканка Каланчевська
- 2009 — Генеральська внучка —  Шемякіна, сусідка Дроздової (2-й сезон)
- 2009 — Перша спроба —  Наталя Михайлівна, вахтерка в редакції
- 2010 — Звіробій 2 —  баба Даша, бабуся Івана
- 2010 — Дворик —  Зоя Федорівна Прохорова, дворова активістка
- 2011 — Доярка з Хацапетівки 3 —  Ніна Микитівна
- 2011 — Спадкоємиця —  Ельжбета Янівна Потоцька-Шостна
- 2011 — Звіробій 3 —  баба Даша, бабуся Івана
- 2011 — Нехай говорять —  баба Глаша
- 2011 — Найкращий фільм 3-ДЕ —  мати Утьосова
- 2012 — Помилка слідства —  мати Жанни
- 2012 — Васильки —  баба Нюра
- 2012 — Завжди говори «завжди» 9 —  Поліна Євгенівна, медсестра
- 2012 — Черговий ангел-2 —  Катерина Микитівна, медсестра в психіатричній клініці
- 2012 — Цікава Варвара —  Софія Марківна, колишня свекруха Ксенії Рожкової
- 2013 — Вангелія —  Ольга, дружина Олексія Незнамова (у віці 90 років)
- 2013 — Серйозні стосунки —  бабуся Каті
- 2013 —  2014 — Молодіжка —  Лариса Аркадіївна Савельєва, бабуся Михайла Пономарьова
- 2013 — Семен (короткометражка) —  Капішка
- 2014 — Навесні розквітає любов —  Клавдія
- 2014 — Рік в Тоскані —  баба Даша
- 2014 — Королева бандитів-2 —  санітарка, баба Даша
- 2014 — Обіймаючи небо —  торговка Уляна
- 2014 — Чорнобиль. Зона відчуження —  Євгенія Михайлівна, бабуся
- 2015 — Павук —  прибиральниця в Будинку моделей одягу
- 2015 — Тихий Дон —  тітка Ксенії
- 2019 — Танці на висоті —  бабуся

### Телеспектаклі
- 1961 — Іван Рибаков
- 1964 — Блакитний вогник 1964 рік
- 1983 — Метелиця — мати Альони
- 1992 — Пригоди Чичикова — Коробочка

## Участь в рекламних роликах
- 2000-і рр .. — «Будиночок у селі». Бабуся, яка напуває онуків молоком.
- 2008—2009 рр .. — реклама таблеток «Мезим».

## Озвучення
- За річкою — кордон (1971), Хесел (роль Аннагуль Аннакулієвої)
- Невістка (1971), роль Огулькурбан Дурдиєвої
- Мачуха Саманішвілі (1977), Мелано (роль Берти Хапави)
- Рача, любов моя (1977)
- Дівчина зі швацькою машинкою (1980)
- Твін Пікс (США) (1990—1991)